# خوراک‌دهی داده
خوراک‌دهی داده (به انگلیسی: Data feed) سازوکاری برای دریافت داده‌های «به روز رسانی شده» از منابع داده می‌باشد. «خوراک‌دهی داده» معمولاً توسط برنامه‌های کاربردی بی درنگ در حالت‌های نقطه به نقطه، و نیز در وب جهان‌گستر (که به آن خوراک وب گفته می‌شود) استفاده می‌شود. خوراک‌دهی اخبار یک نوع مردمی از «خوراک وب» است. خوراک‌دهی RSS عمل انتشار بلاگ‌ها را ساده می‌سازد. خوراک دهی محصول، در تجارت الکترونیک، و بازاریابی اینترنتی نقش مهمی را بازی می‌کند. خوراک‌دهی در توزیع اخبار، بازارهای مالی، و امنیت در فضای مجازی نقش مهمی دارد. خوراک‌دهی داده معمولاً نیاز به داده ساخت‌یافته ای دارد، که آن داده‌های ساخت‌سافته شامل فیلدهای برچسب‌گذاری مختلفی، مثل «عنوان» یا «محصول» می‌شود.

## فرمت‌های خوراک‌دهی داده
- RSS 1.0, 2.0
- اتم (خوراک وب)
- خوراک دهی آردی‌اف
- مقادیر جداشده با ویرگول CSV
- JSON
- XML[۲]

## خوراک‌دهی داده معنایی در حال پیدایش و تکامل
وب در حال تکامل به وب داده‌ها، یا وب معنایی می‌باشد. داده‌ها به وسیلهٔ زبان‌های وب معنایی مثل RDF یا OWL، براساس دیدگاه‌های کارشناسان مختلف، کدبندی می‌شوند؛ بنابراین، باید در آینده، خوراک‌دهی داده را در قالب RDF یا OWL مجسم کرد. مزیت اصلی برای تهیه خوراک‌دهی دادهٔ معنایی، یعنی خوراک‌دهی داده در استانداردهای وب معنایی، آن است که داده می‌تواند توسط رایانه‌های دیگر به سادگی مصرف و باز-استفاده شود.

## خوراک‌دهی داده CSV و بازاریابی آشناسازی
خوراک‌دهی CSV غالباً در بازاریابی آشناسازی استفاده می‌شود. در این حالت آشناها یا منتشر کننده‌های وب از فایل CSV برای بارگذاری اطلاعات از مغازه‌های برخط استفاده می‌کنند.